# جورج كواي
جورج نيي أرما كواي (بالإنجليزية: George Nii Armah Quaye) هو ممثل غاني حقَّقَ شهرةً في الداخل الغاني بفضلِ دور البطولة الذي لعبه في المسلسل التلفزيوني الشهير الذي صدرَ في أوائل 2000 تحتَ عنوان تاكسي درايفر (بالإنجليزية: Taxi Driver).

## الحياة المُبكّرة والتعليم
التحق جورج كواي بمدرسة مانتسيبيم الثانويّة العليا (بالإنجليزية: Mpantsipim Senior High School) ثمّ تلقى تعليمه العالي في جامعة غانا حيث درس فنون المسرح ثم حصل على درجة الماجستير في دراسات التواصل.

## المسيرة المهنيّة
بدأ جورج كواي حياته المهنية عندما كان في المدرسة الابتدائية، فظهر في برنامج أطفال حيثُ لعب دور جيري جون رولينج، ثمّ شارك في تجاربِ الأداء لاختيارِ الممثلين المشاركين في مسلسل تاكسي درايفر ليقع عليه الاختيار وهو ما نقل مسيرته المهنيّة التي كانت في بدايتها من مرحلة إلى مرحلة أهمّ. كانت تجربة تصوير مسلسل تاكسي درايفر ذا تأثيرٍ كبيرٍ على جورج الذي تعلَّم في تلك الفترة الإنتاج وكتابة السيناريو والإخراج. انتقل إلى تشارترهاوس كمؤلف إعلانات لكنه أصبح منتجًا ومخرجًا عدى عن تنظيمهِ للعديد من الأحداث مثل جوائز فودافون غانا للموسيقى، ملكة جمال مالايكا غانا وغيرِ ذلك من الأحداث.  

## قائمة أعماله
هذه قائمةٌ بأبرز أعمال جورج كاي:
- كيكيكول (بالإنجليزية: Kyekyekule)[14]
- تاكسي درايفر (بالإنجليزية: Taxi Driver)[15]
- 419 (بالإنجليزية: 419)[16]
- مربى مزدوج (بالإنجليزية: Double Jam)[17]
- أنانسي (بالإنجليزية: Anansi)[18]